# スロバキアのユーロ硬貨

ユーロのシンボル

スロバキアのユーロ硬貨（スロバキアのユーロこうか）では、スロバキアにおけるユーロ硬貨について記述する。
ユーロ (EUR ,€) は、欧州連合に加盟している多くの国で使われている通貨である。
ユーロ硬貨の片面はユーロ圏全域共通のデザイン、もう片面は各国の独自のデザインとなっている。各国共通の表面の詳細はユーロ硬貨を参照。2ユーロ硬貨以外の縁（へり）のデザインもまた、全域で共通である。独自デザインとされている裏面も、欧州連合を象徴する12個の星と発行年を西暦で表示することは共通である。
スロバキアのユーロ硬貨は、2005年12月20日にスロバキア国立銀行によって発表された。
デザインは3種類あり、2009年1月1日から導入を開始した。
| € 0.01                                                            | € 0.02 | € 0.05                                                                                    |
|                                                                   |        |                                                                                           |
| タトラ山地の主峰クリヴァーン(Drahomír Zobek作)                    |        |                                                                                           |
| € 0.10                                                            | € 0.20 | € 0.50                                                                                    |
|                                                                   |        |                                                                                           |
| ブラチスラバ城(Ján Černaj ・ Pavol Károly作)                      |        |                                                                                           |
| € 1.00                                                            | € 2.00 | € 2 の縁（へり）                                                                          |
|                                                                   |        | € 2 硬貨の側面部には、"SLOVENSKÁ REPUBLIKA" の文字と2つの星、シナの葉が刻み込まれている。 |
| スロバキアの国章である「三つの丘の上に立つ複十字」(Ivan Řehák作). |        |                                                                                           |